# Zisterzienserabtei Moulins

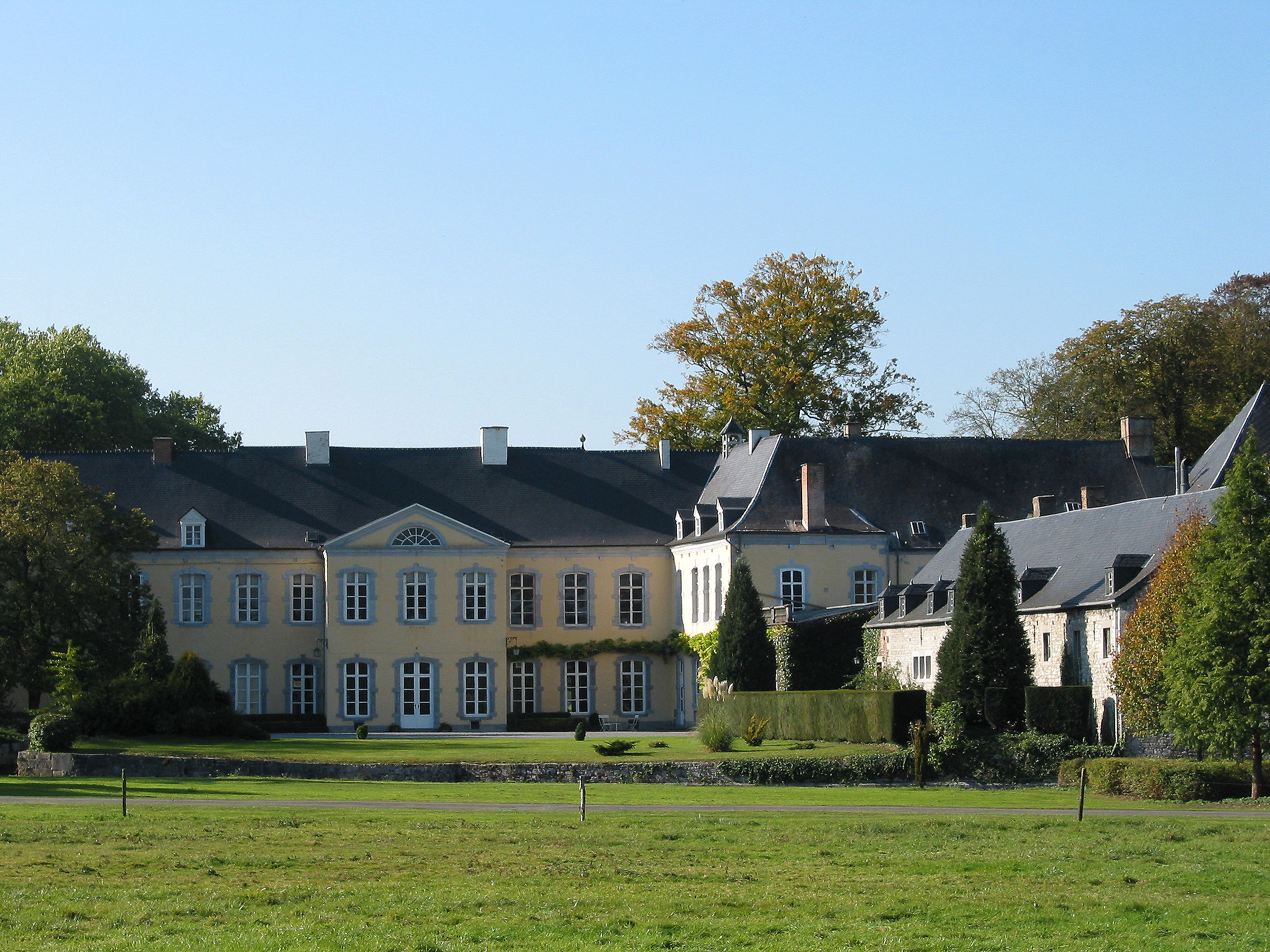
Ehemaliges Abtsgebäude der Abtei Moulins

Die Zisterzienserabtei Moulins war von 1233 bis 1414 ein Kloster der Zisterzienserinnen und von 1414 bis 1787 der Zisterzienser in Anhée, Provinz Namur, Bistum Namur in Belgien.

## Geschichte
1233 gründeten Nonnen von Soleilmont am Fluss Molignée, unweit der Maas, das Kloster Alleu-Notre-Dame („Allodium Beatae Mariae“), dessen Konvent 1414 wegen unzureichender Befolgung der Ordensregel gegen einen Konvent mit Mönchen der Klöster Villers-la-Ville und Aulne ausgetauscht werden musste (Janauschek 716, Filiation 26). Unter den Äbten ist Antoine Le Waitte zu nennen. Moulins gründete die Klöster Le Jardinet, Nizelles und Boneffe. Das Kloster wurde 1787 von Joseph II. aufgehoben und später abgebaut. Das noch bestehende Abtshaus wird privat genutzt.
In der Nähe von Moulins liegen am gleichen Fluss drei weitere Klöster: das Benediktinerkloster Abtei Maredsous, die Benediktinerinnenabtei Maredret, sowie die Benediktinerinnenabtei Ermeton-sur-Biert.

### Äbte des Zisterzienserklosters
- Jean de Gesves (1414–1420)
- Jean Penno d’Ath (1420–1430)
- Walter de Migrode (1430–1437)
- Pierre d’Amsterdam (zuletzt nachgewiesen 1459)
- Jean Ghiselin (zuerst nachgewiesen 1464; † 1473)
- Nicolas Neumart († 1498)
- Jean Blariel († 1512)
- Jean Rolland (nachgewiesen 1524)
- Toussaint Duchêne († 1530)
- Pierre Boutte († 1534)
- Pierre de Flandre († 1536)
- Simon Coulon († 1558)
- Nicolas Thibaut († 1561)
- Lambert Briot († 1572)
- Jacques de Glymes († 1594)
- Pierre Royer († 1608)
- Mathias Dor († 1621)
- Nicolas Sommale († 1644)
- Jean Rampen († 1650)
- Antoine Le Waitte (1650–1662, dann Abt von Kloster Cambron)
- Barthelemy van den Perre († 1695, Bruder des Bischofs von Namur, Pierre van den Perre)
- Jacques Maucourt († 1703)
- Maximilien Damanet († 1733)
- Pierre Dénis († 1747)
- Bruno Valez (1748–1787)